# 操觚の会
操觚の会（そうこのかい）は、日本の歴史小説作家、時代小説作家の組織集団。2016年6月に商業作家による歴史小説勉強会として創設。正式名称は「歴史小説イノベーション操觚の会」。
歴史小説界に風穴を開けることを目的に設立された。操觚とは、古代中国で文字を書くのに用いられた「觚」という木札を「操」る、すなわち「詩文を作成する」「文筆に従事する」の意味である。具体的な活動としては、作品の発表、書店でのサイン会、歴史の真実に迫るトークショー、史料の読み方、歴史小説の楽しみ方・書き方講座など、様々なイベントを開催している。全員が現役のプロ作家である。2022年8月末日現在の所属メンバーは36名である。

## 幹事会
- 会長　鈴木英治
- 副会長　早見俊
- 渉外担当　鷹樹烏介
- 事務局長　杉山大二郎
- 事務局（広報担当）　芦辺拓・坂井希久子・谷津矢車・彩戸ゆめ
- 事務局（総務担当）　秋山香乃・千葉ともこ
- 監事　新美健

## 所属メンバー
- 赤神諒
- 秋梨惟喬
- 秋山香乃
- 朝松健
- 芦辺拓
- 天野純希
- 安萬純一
- 彩戸ゆめ
- 荒山徹
- 泉ゆたか
- 神野オキナ
- 神家正成
- 川越宗一
- 蒲原二郎
- 木下昌輝
- 小松エメル
- 坂井希久子
- 坂上泉
- 獅子宮敏彦
- 篠原悠希
- 杉山大二郎
- 鈴木英治
- 鈴木輝一郎
- 高井忍
- 鷹樹烏介
- 千葉ともこ
- 鳥羽亮
- 永井紗耶子
- 新美健
- 早見俊
- 日野草
- 誉田龍一
- 簑輪諒
- 夜弦雅也
- 谷津矢車
- 和ヶ原聡司

以上、36名（五十音順）。